# Dr. Jekyll and Mr. Hyde (jeu vidéo)
Dr. Jekyll and Mr. Hyde est un jeu vidéo d'action et de plates-formes à défilement horizontal sorti sur Nintendo Entertainment System en 1988. Le jeu est inspiré du roman L'Étrange Cas du docteur Jekyll et de M. Hyde écrit par Robert Louis Stevenson.

## Accueil
Dr. Jekyll and Mr. Hyde reçoit des critiques majoritairement négatives. Il s'agit du premier jeu à être critiqué sur le site à caractère humoristique Something Awful, obtenant une note de -37. Brett Alan Weiss du site AllGame déclare que « la musique et les graphismes sont tolérables » mais que « les contrôles sont mous  et l'action est ennuyeuse, rendant Dr. Jekyll and Mr. Hyde presque injouable ». IGN place le jeu en troisième position dans son classement des dix jaquettes de jeux vidéo les plus effrayantes.